# Eumenophorinae
Eumenophorinae es una subfamilia de arañas migalomorfas de la familia Theraphosidae. La subfamilia Eumenophorinae está formada por tarántulas del Viejo Mundo, principalmente de África y sus alrededores. 

## Géneros
- Anoploscelus Pocock, 1897
- Batesiella Pocock, 1903
- Citharischius Pocock, 1900
- Encyocrates Simon, 1892
- Eumenophorus Pocock, 1897
- Hysterocrates Simon, 1892
- Loxomphalia Simon, 1889
- Loxoptygus Simon, 1903
- Mascaraneus Gallon, 2005
- Monocentropus Pocock, 1897
- Myostola Simon, 1903
- Phoneyusa Karsch, 1884

Además, algunos autores sitúan al género Proshapalopus (que se encuentra en Brasil) en esta subfamilia.